# جین مورگان
جین مورگان (انگلیسی: Jane Morgan؛ زادهٔ ۳ مهٔ ۱۹۲۴ – درگذشتهٔ ۴ اوت ۲۰۲۵) یک هنرپیشه و خواننده اهل ایالات متحده آمریکا بود. وی بین سال‌های ۱۹۴۳ تا ۱۹۷۳ میلادی فعالیت می‌کرد.
جین مورگان در ۴ اوت ۲۰۲۵، در سن ۱۰۱ سالگی درگذشت.